# あおいみどり
あおい みどり（1992年4月19日 - ）は、日本のモデル、タレントである。大阪府大阪市出身。ワイケーエージェント所属。旧名：細川 あおい（ほそかわ あおい）、細川 碧里（ほそかわ みどり）。

## 略歴・人物
友人に勧められモデルの仕事をしてみたいと思い、大学時代大阪で、モデルスクールエルグアウの無料体験レッスンに応募。大阪でモデル活動を始める。大阪時代は本名の「細川碧里」と名乗っていた。2014年『ワールド・スーパーモデル・ジャパン』関東エリア代表として本選出場した他、2018年『ミス・アース・ジャパン』では福井県代表に選ばれた。

## 出演

### CM
- セブンイレブン  「冬アイス」編
- フリル「手数料編」
- TOYOTA PASSO マツコのコンパニオン「どーすんのよ」編「何に見える」編
- 花王リーゼ「泡で出てくる寝ぐせ直し」編
- 全労済 マイカー共済「安全運転をホメよう」編
- 伊藤園ホテルズ「温泉たのしみ隊！」「至福の瞬間」編
- 京都きもの友禅
- めちゃコミック「めちゃ犬 スパ」編

### 雑誌
- 造形社「カススク125」2014年4月号表紙モデル

### イベント
- 神戸コレクション ワコールステージ
- CP+2019 オリンパスブース被写体モデル[5]

### 受賞歴
- 2018 Miss Earth Japan福井大会 グランプリ[4]